# Густав Майринк
Густав Майринк (на немски: Gustav Meyrink, псевдоним на Густав Майер) е австрийски писател, драматург и преводач. Сред създателите на знаменитата Пражка литературна школа. Световна известност има романът му „Голем“.

## Биография

### Детство и ранни опити
Густав Майринк се ражда през 1868 г. във Виена като незаконно дете на придворната актриса Мари Майер и известния вюртембергски аристократ и министър Карл Варнбюлер. Детството и ученическите му години преминават в чести пътувания, свързани с театралните ангажименти на майката, които го отвеждат най-напред в Мюнхен, после в Хамбург, а след това и в Прага.
Майринк завършва търговската академия в Прага (1885 – 1888), след което заедно с племенник на немския поет Кристиан Моргенщерн основава търговската банка „Майер и Моргенщерн“. През 1893 г. се жени за Хедвиг Цертл, но твърде скоро е разочарован от брака, който поради упорството на съпругата и някои юридически формалности е разтрогнат едва през 1905 г. През 1897 г. среща бъдещата си втора съпруга Филомена Бернт. Същата година се появяват първите му литературни опити. През 1901 г. мюнхенското списание „Симплицисимус“ публикува разказа „Горещият войник“, подписан за първи път с литературния му псевдоним.

### Прага
С банкерството Майринк не се занимава особено усърдно, отдава се със страст на литературните занимания и светския живот. Той е редовен гост в най-прочутите пражки кафенета и салони, поражда удивление с духовитостите и дразни с остротите и странностите си. Участва дори в дуел с някакъв офицер, отправил му оскърбителен намек, че е незаконно роден. В Прага, където прекарва близо 20 години от живота си (1883 – 1903), е смятан в средите на литературната бохема за изключително колоритна и ексцентрична фигура. Негови съвременници, между които биографът на Франц Кафка – Макс Брод и писателят Паул Лепин, описват фантастичната атмосфера, която винаги царяла около него, както и чудноватите му хрумвания и обноски, фрапантните костюми и вратовръзки, с които обичал да шокира. През 1891 г., едва навършил 23-та си година, Майринк изживява тежка духовна криза и решава да сложи край на живота си. Но когато посяга към револвера, внезапно забелязва подбутнатата под вратата на жилището му окултна брошура за „живота след смъртта“. Прочитът ѝ рязко променя намерението му, а мистичното съвпадение слага дълбок отпечатък върху възприятието му за света.
В началото на 1902 г. в пражката полиция срещу него е подадено клеветническо обвинение в измама и Майринк е задържан. Лежи два месеца и половина в следствения арест. Невинността му бива доказана и делото е преустановено, но до желаната публична реабилитация не се стига. Скандалът се оказва достатъчен, за да съсипе реномето му и да доведе до фалит съдружническата банка.
Прага и пражката атмосфера оставят траен отпечатък върху творчеството му: не само като декор и фон в неговите произведения, а и като персонаж и важен елемент в романите „Голем“, „Валпургиева нощ“, „Ангелът от западния прозорец“, „Белият доминиканец“.

### Виена и Мюнхен
През 1904 г. Майринк се премества във Виена, където сътрудничи в сатиричното списание „Lieber Augustin“ и публикува сборника разкази „Орхидеи. Странни истории“. Година по-късно се развежда с първата си съпруга и се оженва за Филомена Бернт. Раждат им се първо дъщеря – Фелицитас Сибила, а след това и син – Харо Фортунат. През 1907 г. семейството се заселва в Мюнхен, Майринк става баварски гражданин. Предприема пътувания из Европа. За да издържа семейството си, започва да превежда и в преводаческото поприще се оказва необикновено плодовит: за пет години успява да преведе на немски няколко тома от съчиненията на Чарлз Дикенс, превежда също Ръдиард Киплинг. Между 1909 и 1913 създава няколко комедии в съавторство с Александър Рода Рода. През 1911 г. се премества в баварския град Щарнберг, където живее до смъртта си.
През 1927 г. се отказва от протестантската вяра и възприема махаянския будизъм.
Умира на 4 декември 1932 г. в Щарнберг, погребан е в градското гробище.

## Творчество
Смятан е за майстор на литературната гротеска и за един от пионерите на немскоезичния фантастичен роман (след Паул Шербарт и Е. Т. А. Хофман). Свързан е с традицията на „черната романтика“ и с модерното по негово време движение на експресионизма. Ранните му произведения представляват сатира на еснафството („Горещият войник“, „Вълшебният рог на германския еснаф“). По-късните, чието действие често се разиграва в стара Прага, се занимават главно със свръхестествени явления и с метафизичния смисъл на битието („Голем“, „Зеленото лице“, „Белият доминиканец“, „Ангелът от западния прозорец“). Майринк, който участва в окултни кръжоци, изучава теософия, кабала и до края на живота си активно се занимава с йога, споделя езотерични възгледи, примесващи религиозно-месиански идеи и елементи на будизма, еврейската и християнската мистика. В много от съчиненията му неизменно присъстват редица окултни традиции. Според известния познавач на еврейската мистика Гершом Шолем, Майринк не притежава обаче действително задълбочени познания за тях и ги използва по-скоро като декорация с повърхностен ефект.
Световна известност добива романът му „Голем“ (1915), превърнал се в един от първите бестселъри на ХХ век и смятан за класическа творба на фантастичната литература. Нито едно от по-късните произведения на Майринк не успява да постигне сходен успех. „Белият доминиканец“ и „Ангелът от западния прозорец“ остават до голяма степен незабелязани от съвременниците му, известен интерес предизвикват по-късно, към средата на ХХ век.

## Майринк в България
Към средата на 1920-те и началото на 1930-те години Майринк става известен в България чрез интереса на група модерни български писатели, причисляващи себе си към направлението на диаболизма. Повечето от тях са учили или пребивавали известно време в Германия и са изпитали влиянието на Е. Т. А. Хофман, Едгар Алън По и „Голем“ на Густав Майринк. Един от най-ревностните почитатели на Майринк сред тях е Светослав Минков, който превежда на български език романите „Голем“ (1926) и „Белият доминиканец“ (1931), както и „Кардиналът Напелус“ и др. разкази (1927). В полемика от онова време Минков посочва, че романите на неговия кумир са требници на магията.
През 1988 г. „Голем“ е преиздаден в превода на Светослав Минков. Негови са и преводите, включени в последното до този момент българско издание на произведения на Густав Майринк – „Голем. Белият доминиканец. Кардиналът Напелус“, публикувано през 2015 г.

## Романът „Голем“ и киното
Романът „Голем“ се основава на еврейското предание за същество, сътворено от нежива материя и одухотворено от човека. Майринк пресъздава невероятната история на пражки равин от 16 век за това как с помощта на магията той създал голем като бранител на евреите от погроми и как собственото му създание се обърнало срещу онези, които трябвало да брани.
Противно на разпространените твърдения, нито един от трите филма за голем, заснети от германския режисьор и актьор Паул Вегенер (Der Golem, реж. Хенрик Гален, 1914; Der Golem und die Tänzerin, реж. Паул Вегенер, 1917; Der Golem, wie er in die Welt kam, реж. Карл Бьозе и Паул Вегенер, 1920) не е екранизация на едноименния роман на Густав Майринк. Сценариите на тези филми се основават на преданието за Голем. Филмът на полския режисьор Пьотр Шулкин „Голем“ от 1979 г. обаче е създаден по сценарий, основаващ се на известния роман на Майринк.

## Произведения

### Романи
- Der Golem, 1915 (Голем)
- Das grüne Gesicht, 1916 (Зеленото лице)
- Walpurgisnacht, 1917 (Валпургиева нощ)
- Der weiße Dominikaner, 1921 (Белият доминиканец)
- Der Engel vom westlichen Fenster, 1927 (Ангелът на западния прозорец)

### Сборници с разкази
- Der heiße Soldat, 1903 (Горещият войник)
- Orchideen. Sonderbare Geschichten, 1904 (Орхидеи. Странни истории)
- Wachsfigurenkabinett, 1907 (Кабинетът с восъчните фигури)
- Des deutschen Spießers Wunderhorn, 1909 (Вълшебният рог на германския еснаф)
- Der violette Tod und andere Novellen, 1913 (Лилавата смърт и други новели)